# Microdochium triticicola
Microdochium triticicola är en svampart som beskrevs av Kwasna & G.L. Bateman 2008. Microdochium triticicola ingår i släktet Microdochium, ordningen kolkärnsvampar, klassen Sordariomycetes, divisionen sporsäcksvampar och riket svampar.   Inga underarter finns listade i Catalogue of Life.